# Schwellenwertschalter
Ein Schwellenwertschalter ist ein elektronisches oder elektrisches Bauelement, das die Funktion eines Sensors mit einer Schaltfunktion kombiniert. Der Schaltvorgang wird ausgelöst, wenn die vom Sensor gemessene physikalische Größe einen voreingestellten Grenzwert (den Schwellenwert) über- oder unterschreitet.

Gegenüberstellung der Ausgangssignale (A, B) eines nicht-invertierenden und mit dem Eingangssignal (U) beaufschlagten Schwellenwertschalters: (A) ohne, (B) mit Hysterese

Meist ist eine Hysterese eingebaut, um unerwünschte (z. B. zu schnelle oder zu häufige) Wiederholungen von Ein- und Ausschaltvorgängen zu vermeiden, wenn die gemessene Größe geringe Schwankungen um den Schwellenwert macht. Dazu ist es nötig, dass die obere und die untere Schaltschwelle derart an die jeweiligen Gegebenheiten angepasst werden, dass sich die zu unterdrückenden Schwankungen zwischen diesen beiden Schwellenwerten abspielen. Erst wenn die obere Schaltschwelle überschritten wird, erfolgt das Einschalten, und erst wenn die untere Schaltschwelle unterschritten wird, erfolgt das Ausschalten, und Werte dazwischen führen zu keinen Schaltvorgängen. Die Schaltfunktion kann auch invertierend ausgeführt sein, sodass sich das Ein-/Ausschaltverhalten umkehrt.
Elektronische Schwellenwertschalter (Initiator-Schaltkreise) sind zum Beispiel Schmitt-Trigger; es gibt sie einzeln oder zu mehreren als integrierte Schaltung. Sie reagieren auf eine langsame Änderung der Eingangsspannung mit einer schlagartigen Änderung des Schaltzustandes (logischer Zustand) am Ausgang.
Auch Hall-Schaltkreise haben häufig einen digitalen Ausgang mit Hysterese-Verhalten gegenüber der Änderung des Magnetfeldes.
Näherungsschalter in der Automatisierungstechnik reagieren auf die Annäherung von Metallteilen oder anderen Oberflächen mit dem Auslösen einer Schalthandlung (Relais oder Transistorschalter am Ausgang).
Ein weiteres Beispiel für einen Schwellwertschalter mit Hysterese ist ein Tiefentladeschutz für eine Batterie. Dieser schaltet die angeschlossenen Verbraucher bei Unterschreiten einer Schwellwertspannung ab. Damit wird die Batterie vor zu starker Entladung geschützt. Durch den Innenwiderstand der Batterie sinkt deren Klemmenspannung bei Belastung allerdings ab. Fließt kein Strom, steigt die Spannung wieder, und erreicht die Leerlaufspannung. Ohne Hysterese würde das zu einem schnellen und unerwünschten Ein- und Ausschalten führen. Deshalb ist eine etwas höhere Wiedereinschaltspannung vorgegeben. Diese wird erst durch Nachladen der Batterie erreicht.